# Ronald Rosenberg
Ronald Rosenberg es un deportista estadounidense que compitió en vela en la clase Soling. Ganó una medalla de oro en el Campeonato Mundial de Soling de 1991.

## Palmarés internacional
| \| Campeonato Mundial \| Campeonato Mundial \| Campeonato Mundial \| Campeonato Mundial \| \| Año \| Lugar \| Medalla \| Clase \| \| ------------------ \| -------------------------- \| ------------------ \| ------------------ \| \| 1991 \| Rochester (Estados Unidos) \| Medalla de oro \| Soling \| |                            |                |        |
| Campeonato Mundial |                            |                |        |
| Año | Lugar                      | Medalla        | Clase  |
| 1991 | Rochester (Estados Unidos) | Medalla de oro | Soling |